# KBU's kvalifikation til DBU's Landspokalturnering for herrer 2010-11
Københavns Boldspil-Unions kvalifikation til DBU's Landspokalturnering for herrer 2009/2010 var én af DBU's seks lokalunioners kvalifikationsturneringer, der havde til formål at finde i alt 56 hold indrangeret i Danmarksserien eller lavere pr. sæsonen 2009-10 til den landsdækkende 1. runde i DBU's Landspokalturnering for herrer 2010-11 (Ekstra Bladet Cup 2010/2011). KBU's turnering havde deltagelse af 43 hold, der spillede om otte ledige pladser i pokalturneringens 1. runde.
Turneringen blev afviklet som en cupturnering over fire runder i foråret 2010, og de otte vindere i tredje runde kvalificerede sig til den landsdækkende 1. runde af pokalturneringen.

## Resultater

### 0. runde
| Dato  | Kamp                       | Res. |
| ----- | -------------------------- | ---- |
| 13.4. | Kastrup BK - Firkantens BK | 1-0  |

### 1. runde
| Dato  | Kamp                           | Res. |
| ----- | ------------------------------ | ---- |
| 31.3. | FA 2000 - BK Union             | 4-2  |
| 20.4. | FC Culpa - Club Wovern         | 0-2  |
| 20.4. | BK Stefan - BK Hekla           | 4-1  |
| 20.4. | Christianshavns IK - Dragør BK | 1-4  |
| 20.4. | BK Heimdal - Skovshoved IF     | 1-4  |

| Dato  | Kamp                                | Res. |
| ----- | ----------------------------------- | ---- |
| 21.4. | FC Damsø - Amager FF                | 1-6  |
| 21.4. | FC Udfordringen - Valby BK          | 7-0  |
| 21.4. | Kastrup BK - BK Viktoria            | 7-0  |
| 21.4. | Tårnby FF - Dynamo F.05             | 3-2  |
| 22.4. | Øresundskollegiets FK - Østerbro IF | 1-5  |

### 2. runde
| Dato  | Kamp                             | Res. |
| ----- | -------------------------------- | ---- |
| 10.5. | Sundby BK - AB Tårnby            | 0-3  |
| 11.5. | BK Fremad Amager - Skovshoved IF | 2-1  |
| 11.5. | Bispebjerg BK - Mit Yndlingshold | 5-3  |
| 12.5. | Jægersborg BK - Hajduk SPuL      | 12-1 |
| 18.5. | Kastrup BK - Østerbro IF         | 4-0  |
| 18.5. | Dragør BK - Gentofte-Vangede IF  | 0-1  |
| 18.5. | BK AIK Frederiksholm - Tårnby FF | 0-3  |
| 19.5. | FC Udfordringen - FA 2000        | 1-9  |

| Dato  | Kamp                              | Res. |
| ----- | --------------------------------- | ---- |
| 19.5. | Amager FF - Kløvermarkens FB      | 3-1  |
| 20.5. | BK Hellas - Husum BK              | 3-4  |
| 27.5. | Christiania SC - B 09             | 5-7  |
| 27.5. | KFUMs BK - BK Vestia              | 5-1  |
| 1.6.  | Sønderbro Fight - BK Fremad Valby | 1-4  |
| 1.6.  | BK Olympia 1921 - Vigerslev BK    | 4-0  |
| 1.6.  | BK Stefan - Frederiksberg BK      | 1-2  |
| 2.6.  | BK Volvox - Club Wovern           | UHT  |

### 3. runde
De otte vindere i 3. runde kvalificerer sig til 1. runde af DBU's Landspokalturnering 2010/2011 (Ekstra Bladet Cup 2010/2011).
| Dato  | Kamp                               | Res. |
| ----- | ---------------------------------- | ---- |
| 14.6. | Kastrup BK - KFUMs BK              | 3-1  |
| 15.6. | Husum BK - AB Tårnby               | 0-2  |
| 15.6. | BK Olympia 1921 - BK Fremad Amager | 0-3  |
| 16.6. | Amager FF - Gentofte-Vangede IF    | 2-3  |

| Dato  | Kamp                            | Res. |
| ----- | ------------------------------- | ---- |
| 16.6. | BK Volvox - FA 2000             | 0-5  |
| 16.6. | Tårnby FF - Frederiksberg BK    | 2-4  |
| 21.6. | Bispebjerg BK - BK Fremad Valby | 2-3  |
| 24.6. | Jægersborg BK - B 09            | 6-1  |